# System dwunastu rang
System dwunastu rang (jap. 冠位十二階 kan’i-jūnikai) – hierarchiczna drabina stopni dworskich, wprowadzona w 603 roku przez księcia Shōtoku, w oparciu o system stosowany na dworze dynastii Sui w Chinach. Wprowadzenie tego systemu rang miało na celu stworzenie szans i wykorzystanie talentów osób spoza kręgów arystokracji, przy jednoczesnym zachowaniu pozycji wpływowych rodów.
W systemie kan’i-jūnikai każdy funkcjonariusz państwowy przyporządkowany był do jednej z dwunastu rang, różniących się między sobą kształtem i kolorem, będącego oznaką prestiżu, nakrycia głowy. Rangi były pogrupowane w pary po dwie, tworząc klasy. Każda klasa miała swój kolor i przypisaną inną cnotę konfucjańską:
- fioletowy – cnota toku (jap. 徳)
- zielony – humanitarność jin (jap. 仁)
- czerwony – przyzwoitość rei (jap. 礼)
- żółty – szczerość shin (jap. 信)
- biały – sprawiedliwość gi (jap. 義)
- czarny – wiedza chi (jap. 智)

W roku 647 system zmodyfikowano do postaci 13-rangowej. Ostatecznie został zniesiony wraz z wprowadzeniem w 701 roku systemu ritsuryō.